# Arma Humana
Arma Humana (Human Weapon en la versión original en inglés) es un programa de televisión original del Canal Historia en el cual Bill Duff y Jason Chambers entrenan durante una semana un arte marcial o deporte de contacto en su país de origen para luego enfrentarse a un campeón de esa disciplina. Ambos presentadores, con experiencia previa en este tipo de deportes (uno en artes marciales mixtas y el otro en tangsudo) viajan al lugar de origen de cada una de las artes marciales a la que dedican el capítulo y allí aprenden su historia y técnicas, para acabar intentando el reto anteriormente referido.
En España se emite en Xplora.

## Capítulos
| # Episodio | País              | Arte Marcial/Título del episodio                | Fecha original de emisión |
| ---------- | ----------------- | ----------------------------------------------- | ------------------------- |
| 1          | Tailandia         | Muay Thai                                       | 20 de julio de 2007       |
| 2          | Filipinas         | Eskrima                                         | 27 de julio de 2007       |
| 3          | Japón             | Karate                                          | 3 de agosto de 2007       |
| 4          | Francia           | Savate                                          | 10 de agosto de 2007      |
| 5          | Japón             | Judo                                            | 17 de agosto de 2007      |
| 6          | Grecia            | Pankration                                      | 24 de agosto de 2007      |
| 7          | Israel            | Krav Maga                                       | 31 de agosto de 2007      |
| 8          | Estados Unidos    | Artes Marciales del Cuerpo de Marines           | 21 de septiembre de 2007  |
| 9          | Estados Unidos    | Artes marciales mixtas                          | 28 de septiembre de 2007  |
| 10         | China             | Kung Fu                                         | 2 de noviembre de 2007    |
| 11         | Rusia             | Sambo                                           | 9 de noviembre de 2007    |
| 12         | Camboya           | Prodal                                          | 16 de noviembre de 2007   |
| 13         | Malasia           | silat                                           | 23 de noviembre de 2007   |
| 14         | Países anteriores | "Pasaporte al dolor" (revisión de la temporada) | 7 de diciembre de 2007    |
| 15         | Japón             | Ninjutsu                                        | 14 de diciembre de 2007   |
| 16         | Corea del Sur     | Taekwondo                                       | 21 de diciembre de 2007   |